# Pokładne
Pokładne – opłata wnoszona właścicielowi cmentarza za możliwość utrzymania grobu na tym cmentarzu (przyznanie prawa do
użytkowania danego miejsca pochówku).
W październiku 2024 r. Wojewódzki Sąd Administracyjny w Olsztynie orzekł o niedopuszczalności pobierania tego typu opłaty.